# Hermann Pleuer

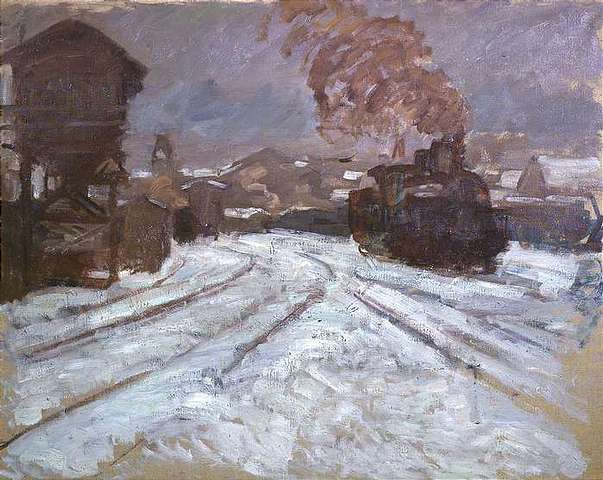
Stuttgarter Hauptbahnhof im Schnee (Dworzec w Stuttgarcie w śniegu), olej na płótnie

Hermann Pleuer (ur. 5 kwietnia 1863 w Schwäbisch Gmünd, zm. 6 stycznia 1911 w Stuttgarcie) – szwabski impresjonista i pejzażysta. Popularność zyskał dzięki obrazom przedstawiającym sceny kolejowe z Królestwa Wirtembergii.

## Życiorys
Hermann Pleuer urodził się w rodzinie złotnika. W latach 1879–1881 uczył się w stuttgarckiej szkole rzemiosła artystycznego (Stuttgarter Kunstgewerbeschule) i w tamtejszej Akademii Sztuk Pięknych (Kunstakademie Stuttgart). Od 1884 studiował w Monachium. W 1886 powrócił do Stuttgartu i obracał się w kręgach cyganerii artystycznej. Malował obrazy przedstawiające życie bohemy i sceny nocne, zwłaszcza akty kobiece w świetle księżyca oraz krajobrazy. Później w kręgu zainteresowań Pleuera znalazła się industrializacja i "upojenie prędkością" (Rausch der Geschwindigkeit), obrazy kolei żelaznej. Finansowo wspierał go baron von Fachselfeld. Pleuer zmarł w wieku 47 lat na gruźlicę.
Wraz z Ottonem Reinigerem, Christianem Landenbergerem i Heinrichem von Zügel Hermann Pleuer należał do najważniejszych reprezentantów impresjonizmu w południowych Niemczech.